# 1990 год в истории железнодорожного транспорта
1990 год в истории железнодорожного транспорта

## События
- 3 января — в Пакистане близ города Суккур произошло столкновение пассажирского и грузового поездов. Погибли 307 человек, 430 получили травмы[1].
- 16 апреля — в Индии в штате Бихар произошёл пожар в пассажирском поезде. Погибли порядка 100 человек[1].
- Во Франции на высокоскоростной линии поезд TGV-A развил скорость 515,3 километра в час[2].
- В СССР для подвижного состава железных дорог начали разрабатываться системы автоведения нового поколения для грузовых поездов, в которых учитываются значительные колебания массы поезда[2].
- На Московской железной дороге началось внедрение усовершенствованной системы автоведения для пригородных поездов на базе микроЭВМ[2].
- В Финляндии основана компания Desec.